# Gran Premio di Monaco 1935
Il Gran Premio di Monaco 1935 è stato un Gran Premio di automobilismo, prima Grande prova del Campionato europeo 1935.

## Vetture
Vetture iscritte alla gara.
| Costruttore   | Vettura        | Cilindrata           | Nr |
| ------------- | -------------- | -------------------- | -- |
| Alfa Romeo    | P3             | 2900 cc - 8 cilindri | 3  |
| Alfa Romeo    | P3             | 3200 cc - 8 cilindri | 3  |
| Bugatti       | T 59           | 3300 cc - 8 cilindri | 1  |
| Maserati      | Maserati 8CM   | 3000 cc - 8 cilindri | 2  |
| Maserati      | Maserati 8CM   | 3200 cc - 8 cilindri | 1  |
| Maserati      | Maserati 6C 34 | 3700 cc - 6 cilindri | 2  |
| Mercedes-Benz | W25            | 4000 cc - 8 cilindri | 3  |

## Qualifiche
Tempi ottenuti dai piloti nelle qualifiche.
| Pos | Nr | Pilota                  | Scuderia           | Vettura           | Tempo  |
| --- | -- | ----------------------- | ------------------ | ----------------- | ------ |
| 1   | 2  | Rudolf Caracciola       | Daimler-Benz AG    | Mercedes-Benz W25 | 1'56"6 |
| 2   | 6  | Manfred von Brauchitsch | Daimler-Benz AG    | Mercedes-Benz W25 | 1'57"0 |
| 3   | 4  | Luigi Fagioli           | Daimler-Benz AG    | Mercedes-Benz W25 | 1'57"3 |
| 4   | 18 | René Dreyfus            | Scuderia Ferrari   | Alfa Romeo P3     | 1'59"0 |
| 5   | 20 | Tazio Nuvolari          | Scuderia Ferrari   | Alfa Romeo P3     | 1'59"4 |
| 6   | 22 | Antonio Brivio          | Scuderia Ferrari   | Alfa Romeo P3     | 2'01"0 |
| 7   | 16 | Louis Chiron            | Scuderia Ferrari   | Alfa Romeo P3     | 2'01"8 |
| 8   | 14 | Raymond Sommer          | Privato            | Alfa Romeo P3     | 2'02"0 |
| 9   | 24 | Philippe Étancelin      | Scuderia Subalpina | Maserati 6C 34    | 2'02"2 |
| 10  | 26 | Goffredo Zehender       | Scuderia Subalpina | Maserati 8CM      | 2'03"0 |
| 11  | 30 | Nino Farina             | Gino Rovere        | Maserati 6C 34    | 2'04"0 |
| 12  | 8  | Earl Howe               | Privato            | Bugatti T59       | 2'04"0 |
| 13  | 32 | Luigi Soffietti         | Privato            | Maserati 8CM      | 2'05"1 |
| 14  | 28 | Piero Dusio             | Scuderia Subalpina | Maserati 8CM      | 2'06"0 |
| 15  | 10 | José de Villapadierna   | Privato            | Maserati 8CM      | 2'07"3 |

## Gara

### Griglia di partenza
Posizionamento dei piloti alla partenza della gara.
| Prima fila   | 3 Pos.                      |                                | 2 Pos.                                |                             | 1 Pos.                          |
| ------------ | --------------------------- | ------------------------------ | ------------------------------------- | --------------------------- | ------------------------------- |
|              | Luigi Fagioli Mercedes-Benz |                                | Manfred von Brauchitsch Mercedes-Benz |                             | Rudolf Caracciola Mercedes-Benz |
| Seconda fila |                             | 5 Pos.                         |                                       | 4 Pos.                      |                                 |
|              |                             | Tazio Nuvolari Alfa Romeo      |                                       | René Dreyfus Alfa Romeo     |                                 |
| Terza fila   | 8 Pos.                      |                                | 7 Pos.                                |                             | 6 Pos.                          |
|              | Raymond Sommer Alfa Romeo   |                                | Louis Chiron Alfa Romeo               |                             | Antonio Brivio Alfa Romeo       |
| Quarta fila  |                             | 10 Pos.                        |                                       | 9 Pos.                      |                                 |
|              |                             | Goffredo Zehender Maserati     |                                       | Philippe Étancelin Maserati |                                 |
| Quinta fila  | 13 Pos.                     |                                | 12 Pos.                               |                             | 11 Pos.                         |
|              | Luigi Soffietti Maserati    |                                | Earl Howe Bugatti                     |                             | Nino Farina Maserati            |
| Sesta fila   |                             | 15 Pos.                        |                                       | 14 Pos.                     |                                 |
|              |                             | José de Villapadierna Maserati |                                       | Piero Dusio Maserati        |                                 |

### Risultati
Risultati finali della gara.
| Pos | Nr | Pilota                             | Scuderia           | Vettura           | Giri | Tempo/Ritiro        |
| --- | -- | ---------------------------------- | ------------------ | ----------------- | ---- | ------------------- |
| 1   | 4  | Luigi Fagioli                      | Daimler-Benz AG    | Mercedes-Benz W25 | 100  | 3h23'49"8           |
| 2   | 18 | René Dreyfus                       | Scuderia Ferrari   | Alfa Romeo P3     | 100  | 3h24'21"3           |
| 3   | 22 | Antonio Brivio                     | Scuderia Ferrari   | Alfa Romeo P3     | 100  | 3h24'56"2           |
| 4   | 24 | Philippe Étancelin                 | Scuderia Subalpina | Maserati 6C 34    | 99   |                     |
| 5   | 16 | Louis Chiron                       | Scuderia Ferrari   | Alfa Romeo P3     | 97   |                     |
| 6   | 14 | Raymond Sommer                     | Privato            | Alfa Romeo P3     | 94   |                     |
| 7   | 26 | Goffredo Zehender                  | Scuderia Subalpina | Maserati 8CM      | 93   |                     |
| 8   | 32 | Luigi Soffietti                    | Privato            | Maserati 8CM      | 91   |                     |
| Rit | 2  | Rudolf Caracciola                  | Daimler-Benz AG    | Mercedes-Benz W25 | 65   | Meccanica           |
| Rit | 10 | José de Villapadierna              | Privato            | Maserati 8CM      | 65   | Incidente           |
| Rit | 20 | Tazio Nuvolari Carlo Felice Trossi | Scuderia Ferrari   | Alfa Romeo P3     | 53   | Meccanica           |
| Rit | 8  | Earl Howe                          | Privato            | Bugatti T59       | 34   | Meccanica/Incidente |
| Rit | 30 | Nino Farina                        | Gino Rovere        | Maserati 6C 34    | 21   | Meccanica           |
| Rit | 28 | Piero Dusio                        | Scuderia Subalpina | Maserati 8CM      | 3    | Incidente           |
| Rit | 6  | Manfred von Brauchitsch            | Daimler-Benz AG    | Mercedes-Benz W25 | 1    | Meccanica           |

Note
Giro veloce: Luigi Fagioli (1'58"4 nel giro 17).